# Philautus macroscelis
Espèce
Synonymes
- Rhacophorus macroscelis Boulenger, 1896
- Philautus spiculatus Smith, 1931

Philautus macroscelis est une espèce d'amphibiens de la famille des Rhacophoridae.

## Répartition
Cette espèce est endémique de Bornéo. Elle se rencontre entre 750 et 1 800 m d'altitude :
- en Malaisie orientale dans le parc national du Kinabalu au Sabah et dans le parc national du Gunung Mulu au Sarawak ;
- au Brunei.

## Description
L'holotype de Philautus macroscelis mesure 31 mm. Cette espèce a la face dorsale olive marbrée de sombre avec des flancs blancs tachés de grands points noirs. Sa tête est ornée d'une barre transversale jaune entre les yeux et d'une grande tache en forme de W, également jaune, sur le dessus du crane. Sa face ventrale est blanc sale tacheté de brun. 

## Publication originale
- Boulenger, 1896 : Descriptions of new batrachians in the British Museum. Annals and Magazine of Natural History, ser. 6, vol. 17, p. 401-406 (texte intégral).